# Dirk Simon

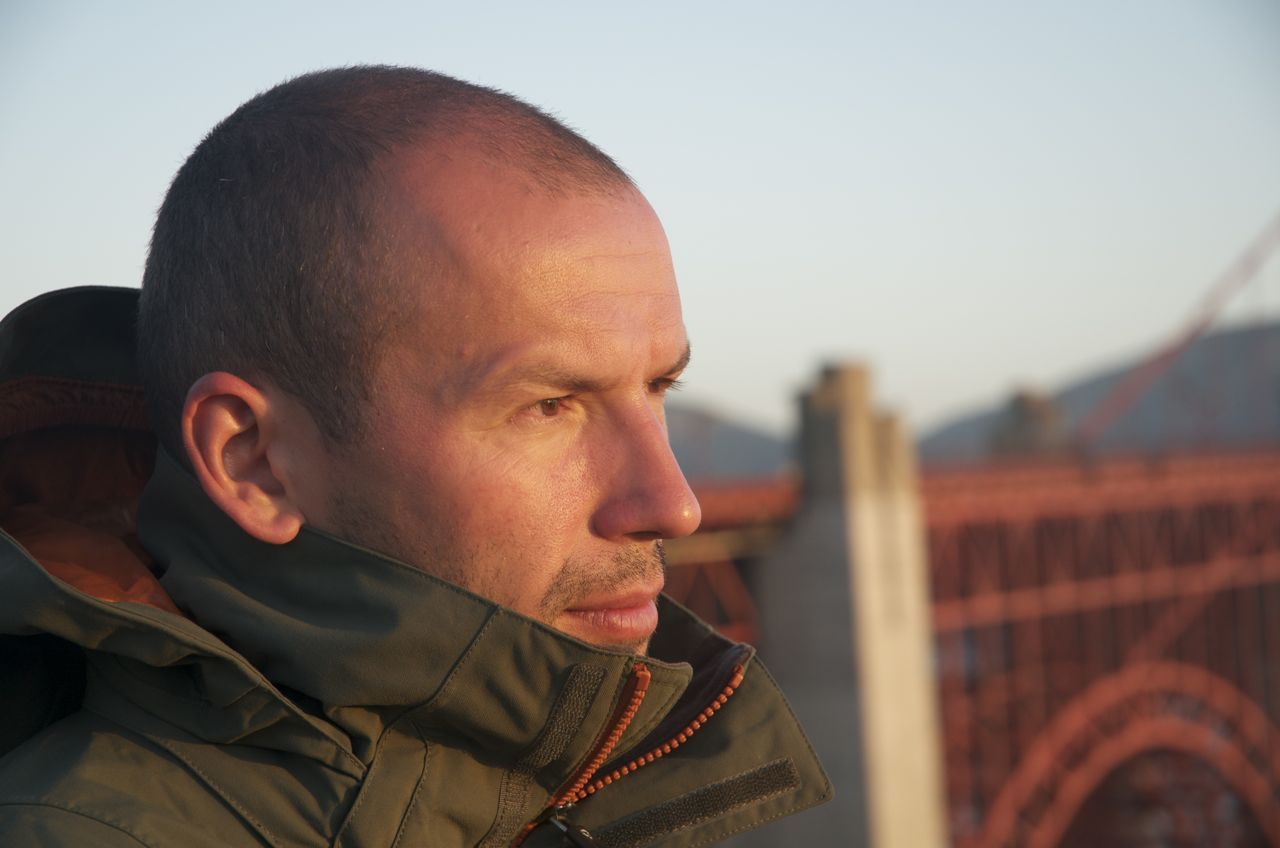
Dirk Simon in San Francisco, 2008

Dirk Simon (geboren 22. Mai 1968 in Nauen) ist ein deutschamerikanischer Schauspieler, Dokumentarfilmer, Regisseur und Filmproduzent.

## Beruflicher Werdegang
Dirk Simon verzichtete darauf, das Abitur zu machen, nachdem durch die Behörden der DDR an diese Möglichkeit die Bedingung einer Offizierslaufbahn bei der NVA geknüpft worden war. Stattdessen machte er nach der 10. Klasse von 1984 bis 1986 eine Lehre als Maler beim Wohnungsbaukombinat Potsdam. Danach arbeitete er bis zu seiner Flucht auf dem Bau. 1988 unternahm er einen ersten Fluchtversuch über Bulgarien, den er von sich aus abbrach. 1989 floh er dann über die damals noch geschlossene ungarisch-österreichische Grenze in die Bundesrepublik.
Noch vor der Wiedervereinigung in Berlin angekommen, holte er das Abitur auf dem  zweiten Bildungsweg am VHS-Kolleg in Schöneberg nach. Danach studierte er von 1995 bis 1999 Schauspiel für Theater und Film an der Athanor Akademie für darstellende Kunst in – damals noch – Burghausen. Von 1999 bis 2001 absolvierte er ein Aufbaustudium für Theater- und Filmregie.
Im Jahr 2002 trat er eine mehrmonatige Reise durch Afrika und Australien an und verdingte sich nahe Perth im Deckchair Theater von Fremantle als Bühnenarbeiter und später, während des Viehtriebs, als Koch und Stockman auf der Mount Augustus Ranch im Outback Australiens. Ende 2002 ging Simon nach Amerika und lebte bis 2012 in den USA, wo er neben der deutschen die amerikanische Staatsangehörigkeit erwarb. In den zehn Jahren seines Amerikaaufenthaltes war Simon unter anderem von 2005 bis 2008 Dozent an der Universität von Colorado in Denver und Director Corporate Development des Colorado Filminstitutes und des Vail Film Festivals, an deren Aufbau er neben den Brüdern Scott und Sean Cross beteiligt war. Daneben ist er einer von siebzehn Mentoren bei der Organisation BYkids.
Zurück in Deutschland ist Simon bis 2014 als Executive Producer bei Monarda Arts, einer Tochterfirma von Arthaus Musik (Studio Halle) tätig gewesen, bis er BoxeeMedia mitbegründete und 2016 dessen Geschäftsführer wurde. Dabei handelte es sich um eine Multimedia-Firma mit Sitz in Berlin, in der bevorzugt Inhalte mit internationalem Bezug produziert wurden, von der Aufzeichnung von Opern über Dokumentarfilme bis hin zu fiktionalen Stoffen. Im Juli 2020 wurde die Firma liquidiert.

## Theater
Auf der Bühne stand Simon in erster Linie an der Theaterakademie unter der Regie von David Esrig. In Strindbergs Pelikan verkörperte er die Figur Frederick und in seinem Stück Mrs. Julie den Jean. Am Landestheater Salzburg stand er in Shakespeares Romeo und Julia als Benvolio auf der Bühne. Daneben hatte er, ebenfalls unter der Regie von Esrig, Rollen in Becketts Warten auf Godot (Vladimir) und in Gorkis Nachtasyl (Kleschtsch).
Ansonsten war Simon an verschiedenen Theaterproduktionen beteiligt. In Deutschland ist er zunächst 1997 Regieassistent bei Liebe, Lügen, Launen gewesen und im Jahr 2000 führte er die Regie in Das Orchester von Jean Anouilh. 1998 war er verantwortlich für Sound Design in Gottspiele im Sandkasten und übernahm 1999 die Choreographie der Zweikämpfe in Shakespeares Hamlet. Im selben Jahr unterstützte er als zusätzliche Lehrkraft und Regiestudent mit Schauspielerfahrung die Inszenierung von Schillers Turandot im Stil der Commedia dell’arte. Während seiner Lehrzeit in den USA war er für die Konzeption und Umsetzung von Videoinstallationen bei mehreren multimedialen Aufführungen verantwortlich, insbesondere für die Visual Effects und Video Installationen in Stücken von Laura Cuetara: 2005 bei Jocasta, ein Jahr später bei Mayakowski Takes The Stage und 2007 bei Front Doors. Für seine Arbeit an Mayakowski Takes The Stage wurde er vom John F. Kennedy Center for the Performing Arts mit dem Meritorious Achievement Award ausgezeichnet.

## Filme und Projekte

### When The Dragon Swallowed The Sun

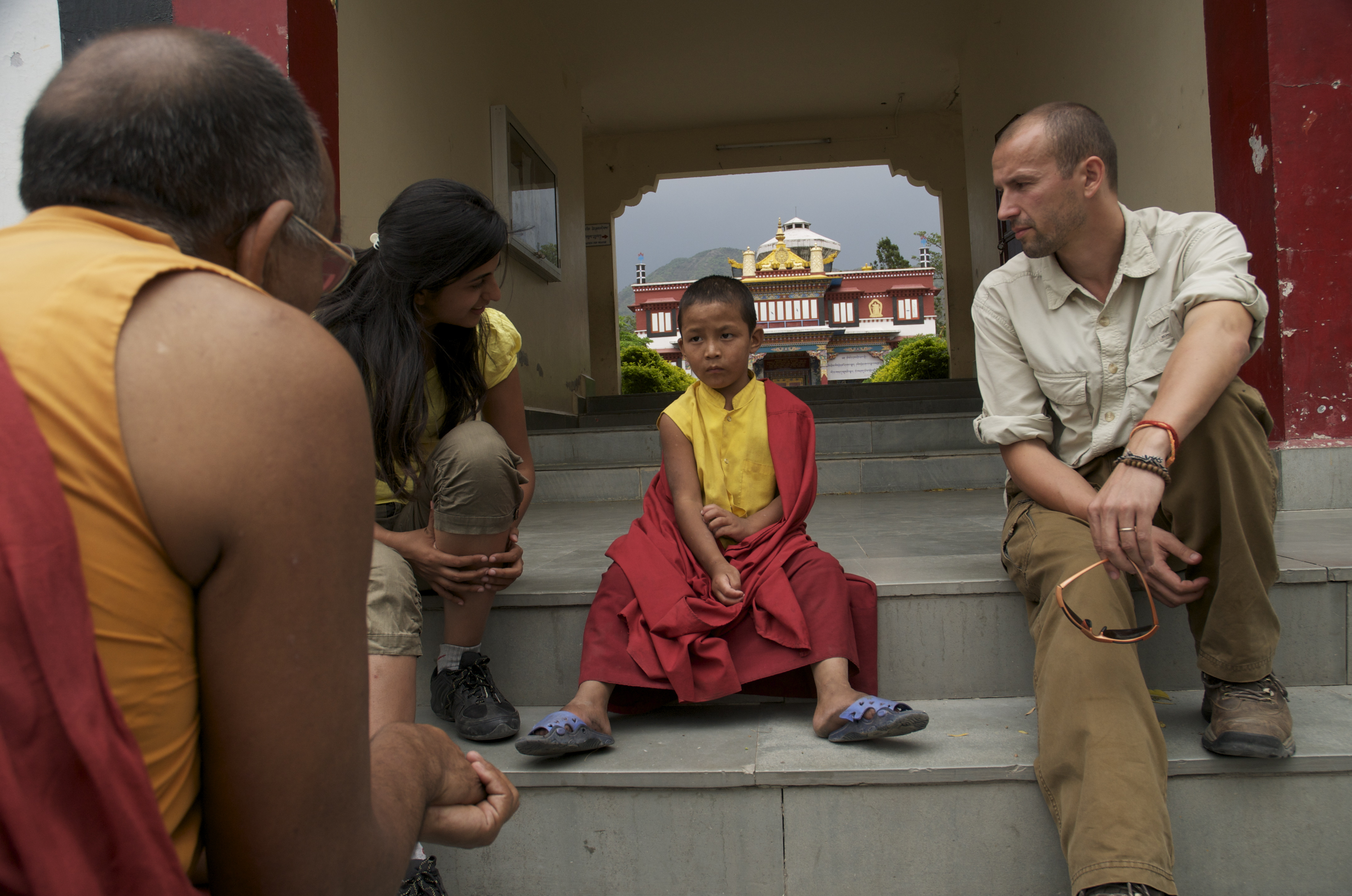
Dirk Simon am Set

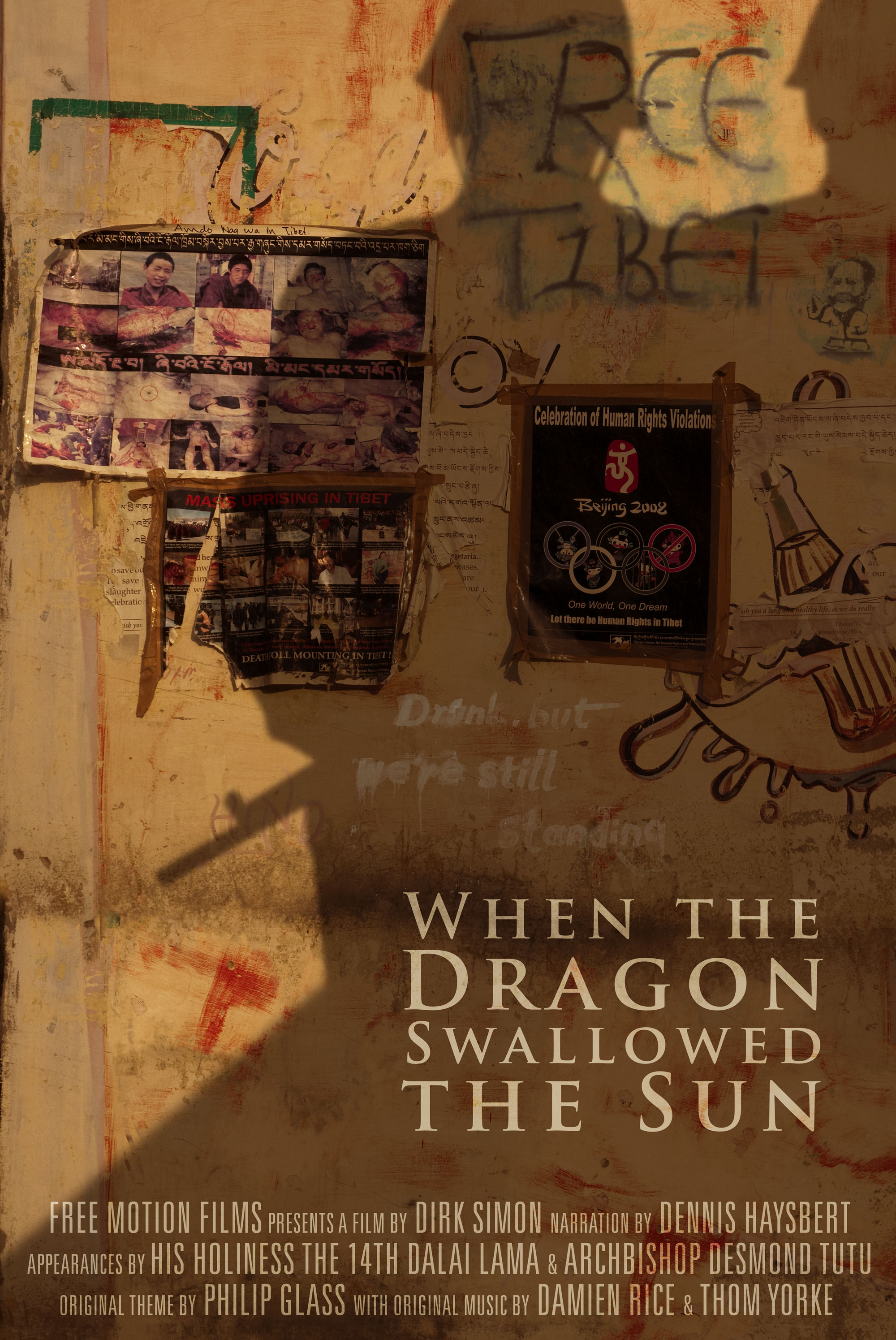
Filmplakat

Der Dokumentarfilm When The Dragon Swallowed The Sun thematisiert in 115 Minuten Tibets mehr als 60 Jahre währenden Widerstand gegen China. An dem „mit zahlreichen Preisen ausgezeichneten Film“ arbeitete Simon sieben Jahre lang, wovon er über einen Zeitraum von fünf Jahren auf drei verschiedenen Kontinenten 800 Stunden Rohmaterial sammelte. Der Film feierte 2010 in Santa Barbara (Kalifornien) Premiere und wurde auf Festivals wie dem Reykjavik Film Festival und dem 12. internationalen Dokumentarfilmfestival in Thessaloniki aufgeführt. In Deutschland ist der Film bisher nicht gezeigt worden. Für die Filmmusik gewann Simon den Komponisten Philip Glass und die Musiker Thom Yorke und Damien Rice, die ebenfalls mit einem Preis ausgezeichnet worden waren. Der Prolog wurde von Dennis Haysbert gesprochen.
Zu dem Film inspiriert habe ihn „eine Kombination aus zwei Faktoren“. Er sei in Ostdeutschland aufgewachsen und dadurch mit dem Kommunismus, aber auch einer Einschränkung der Freiheitsrechte konfrontiert gewesen. Das habe ihm die „Bedeutung von Freiheit“ spürbar werden lassen. Daneben habe er ein Mitgefühl für die „Not der Tibeter“. Und weil er viele Jahre lang den Buddhismus studiert habe, sei er neugierig geworden, „was in den Jahren 1949 und 1950 mit Tibet und China geschah“.
Im August 2013 sprach Simon in einem ausführlichen Interview über die Entstehungsgeschichte des Films und seine Produktionsbedingungen, über seine Zusammenarbeit mit den Mitwirkenden und die Schwierigkeiten, den Film überhaupt fertig stellen zu können.

When the dragon swallowed the sun is a film that, in two hours, seeks answers to unresolved questions raised by the world and even the Tibetan people, whose country received no support from the international community, as was demonstrated in the Beijing Olympic Games in 2008.

„When the dragon swallowed the sun ist ein Film, der in zwei Stunden Antworten auf ungelöste Fragen der Welt und des tibetischen Volkes sucht, dessen Land von der internationalen Gemeinschaft keine Unterstützung bekam, wie die Olympischen Spiele 2008 in Peking zeigten.“

Der Film beinhaltet Interviews mit dem 14. Dalai Lama und zeigt Erzbischof Desmond Tutu und Richard Gere als Streiter für Tibet. Als eine der Besonderheiten kommen auch verschiedene chinesische Künstler und zahlreiche Persönlichkeiten der Freiheitsbewegung in Tibet zu Wort. Über den Protest, den dieser Film anlässlich seiner internationalen Festivalaufführungen in China auslöste, war Simon „überrascht, weil der Film beide Seiten des Konfliktes“ zu zeigen versuche. Der Direktor des Filmfestivals in Island, Hronn Martinosdottir, war in die chinesische Botschaft in Reykjavik zitiert und mit der Forderung konfrontiert worden, den Film aus dem Programm zu nehmen. Das wurde von Seiten der Festivalleitung verweigert, obwohl politische Konsequenzen angedroht waren.
In der britischen Tageszeitung The Guardian wurde der Film insgesamt positiv bewertet. Allerdings wurde dort auch auf Schwachstellen verwiesen und die Frage aufgeworfen, ob der Dalai Lama im Westen nicht für seine „Sanftmut“ fetischisiert werde. Auch stelle der Film keinen Zusammenhang zu internationalen Diskussionen über – beispielsweise – Burma her. Für Ben Nicholson vom Blog CineVue sucht der Film zwar „das aktuelle politische Klima durch die Meinungen seiner Bürger zu erkunden – sowohl jener, die ins Exil gezwungen wurden, als auch derer, die in ihrer Heimat“ blieben; er sei aber eher etwas für Menschen, die mit der Freiheitsbewegung Tibets ohnehin sympathisierten, als dass er dazu beitrage, neue Anhänger zu gewinnen.

### Between the Lines

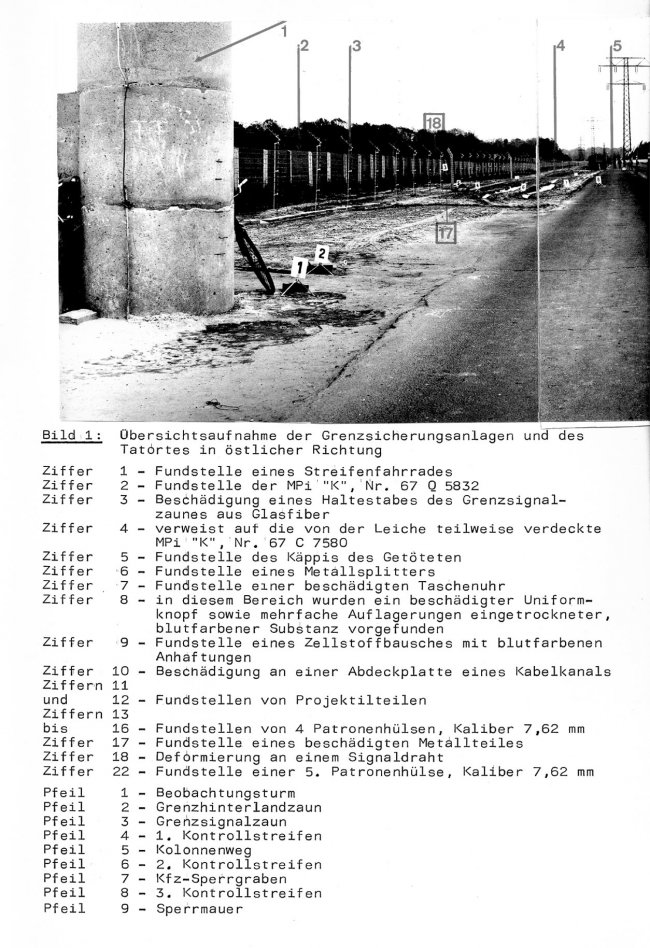
Dokument aus dem Film

2004 schloss Simon die Dreharbeiten zu einem Dokumentarfilm ab, den er in Co-Produktion mit dem MDR hergestellt hatte. Entstanden waren zwei Fassungen. Die englische hat eine Länge von 80 Minuten, die deutsche – unter dem Titel Der Fall B. und die Rachepläne der Stasi – war auf 45 Minuten gekürzt und wurde am 7. September 2004 im MDR ausgestrahlt. Der Film zeichnet knapp 25 Jahre später die Geschichte zweier ehemaliger Grenzsoldaten der DDR nach, die 1980 in der Bundesrepublik medienwirksam vermarktet und in der DDR im Sinne der dortigen Ideologie aufbereitet wurde. Der damals 19-jährige Egon Bunge aus Leipzig hatte am 4. November 1980 an der Berliner Mauer seinen Kameraden Ulrich Steinhauer erschossen, um in den Westen zu fliehen. Es war dies ein besonderer Vorfall im Rahmen der deutsch-deutschen Geschichte der Vorwendezeit.
Die beiden eigentlichen, im Hintergrund bleibenden Protagonisten des Films bildeten ein damals sogenanntes Postenpaar. Steinhauer hatte die Funktion des Postenführers, Bunge war ihm als noch unerfahrener Posten zugeordnet worden. Der Vorfall ereignete sich in der Nähe des Spandauer Stadtforstes in Berlin. Die Medien in der DDR unterschlugen die Tatsache, dass Steinhauer von einem Grenzsoldaten erschossen worden war und instrumentalisierten ihn. Eine Beerdigung nach dem Willen der Familie wurde verweigert. Es kam zu einer von ihr unerwünschten und schwer zu ertragenden Heldenverehrung. Steinhauer wurde Namensgeber von Schulen und Straßen in der DDR. Margarete Raabe hielt Steinhauer „für Propagandazwecke missbraucht, weil er von einem ‚Landesverräter‘ erschossen wurde“.
Nach seiner Ankunft im Westen stellte sich Bunge der Berliner Polizei. Er wurde zu 4 Jahren und 9 Monaten Freiheitsstrafe verurteilt, die er in der Justizvollzugsanstalt Plötzensee verbüßen sollte. Nach insgesamt 20 Monaten Haft wurde er vorzeitig auf Bewährung entlassen. Ein Auslieferungsersuchen der DDR war abgelehnt worden. In der Folge betrieb das MfS das, was Zersetzung genannt wurde. Bunge sollte „emotional isoliert“ werden, eine „gewaltsame Rückführung“ vorbereitet und er schließlich in den Selbstmord getrieben werden. Er wurde als „psychisch labil“ eingeschätzt. Das MfS habe ihn ständig an die Tat erinnert und Horrorspielzeug und eine Postkarte geschickt, die ihn an den Selbstmord seines Vaters erinnern sollte – berichtete der verantwortliche Stasi-Offizier.
Ein Interview für den Dokumentarfilm lehnte Bunge ab. Stattdessen kommen seine ehemalige Verlobte und sein Sohn, der zum Zeitpunkt der Tat zwei Monate alt war, ebenso zu Wort wie die Schwester des Opfers. Darüber hinaus konnte Simon den damaligen Staatsanwalt, Bunges Verteidiger – den Berliner Rechtsanwalt Studier –, einen ehemaligen Grenzsoldaten und den damals zuständigen Offizier des MfS zur Mitarbeit gewinnen. Wichtige und nicht allgemein bekannte Hintergrundinformationen wurden von Rüdiger Henkel von der Deutschen Gesellschaft für Sozialbeziehungen beigetragen. Hinter diesem, absichtsvoll unscheinbar gewählten Namen verbarg sich eine vom Bundesministerium der Verteidigung finanzierte Organisation, die sich speziell um Flüchtlinge der Grenztruppen der DDR und der NVA kümmerte.
Simon ist es mit diesem Film unter anderem um die Frage gegangen, welchen „Preis“ wir bereit seien, „für Freiheit zu zahlen“, heißt es in einer Besprechung. Auf Vimeo ist die deutsche Fassung des Dokumentarfilms mit knapp 45 Minuten Länge seit Juli 2016 zugänglich, inzwischen im Titel gekürzt. Die englische Version hat eine Länge von 80 Minuten.

### Weitere Film-Projekte

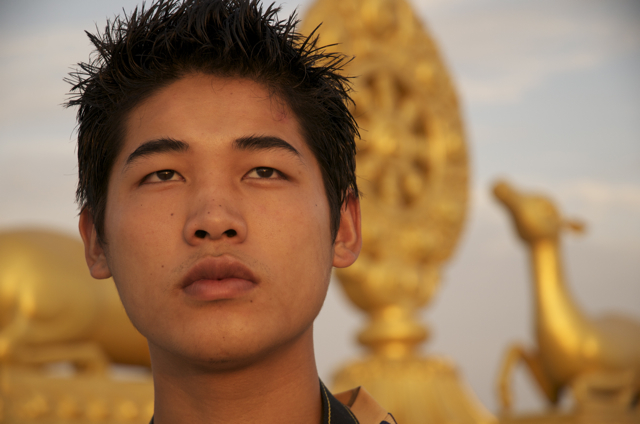
Lhagyari Trichen Namgyal Wangchuk in My Country is Tibet, 2010

Aus der Beschäftigung Simons mit Tibet und den politischen Verhältnissen in diesem Land ging 2010 ein zweiter Dokumentarfilm hervor. Unter dem Titel My Country is Tibet erzählt dieser Kurzfilm die Geschichte des 17-jährigen Lhagyari Trichen Namgyal Wangchuk, der nach dem Tod seines Vaters König wurde und für den Erhalt seiner traditionellen Kultur kämpft. Die Geschichte dieses jungen Tibeters stand zunächst im Vordergrund von Simon’s Interesses an Tibet, das sieben Jahre später in den zunächst gar nicht geplanten Film When The Dragon Swallowed The Sun mündete. Der Kurzfilm wurde von dem jungen König unter Anleitung von Simon hergestellt, der später auch den Schnitt und die Produktion übernahm. Das Projekt fand im Rahmen von BYkids statt, einem Programm, das Kindern eine Stimme geben und sie die Kunst des Filmschaffens lehren will. Simon ist dort Mentor, wie The New York Times 2014 berichtete.
Der letzte Remix, ein Dokumentarfilm von Olaf Held im Auftrag des ZDF, bei dem Simon neben Mario Fischer Executive Producer war, beschreibt „Kunstformen, die durch das Internet zum Massenphänomen geworden sind“ und die sich zum Teil an der Grenze zur Illegalität bewegen oder aber sie überschritten haben.
Im Dezember 2012 ist unter Simons Regie und Produktionsleitung die Verdi-Oper Luisa Miller an der Oper in Malmö live in Bild und Ton aufgezeichnet worden. 2013 wurde der Film veröffentlicht. Der offizielle Trailer ist 2014 von Monarda Arts auf YouTube eingestellt worden. Daneben gibt es von Simon einen Zusammenschnitt verschiedener Opern-Trailer, der unter anderem auch die in Malmö aufgezeichnete Verdi-Oper enthält.
Ein Projekt, an dem Simon beteiligt war, befasste sich mit den Seehandelswegen nach Fernost. Im Zentrum des Interesses an der sogenannten Seidenstraße der Meere standen neue Funde, die an den Küsten Indonesiens von Unterwasserarchäologen entdeckt worden waren. Sie führten zu neuen Erkenntnissen über die Geschichte eines der ältesten Handelswege der Menschheit. Daraus ist der Dokumentarfilm Abenteuer Orient – Seehandelswege nach Fernost von Reinhard Joksch entstanden, bei dem Simon die Produktionsleitung übernommen hatte. Die Dokumentation wurde in zwei Teilen unter dem Titel Seefahrer des Orients am 23. Dezember 2016 auf Arte ausgestrahlt, der erste Teil trug den Untertitel Arabische Entdeckungsreisen nach Fernost, der zweite Chinas Aufstieg zur Seemacht.
Noch nicht veröffentlicht ist der Film Tres Revoluciónes unter der Co-Produktion von Simon. Er erzählt die Geschichte dreier Kubaner – Zurbano, Carlos und Amehel – und ihrer ganz persönlichen Kunst-Revolution.

## Filmographie
- 2004: Der Fall B. und die Rachepläne der Stasi, TV-Dokumentation, USA, Deutschland (Drehbuch und Regie)
- 2004: Between The Lines, Dokumentarfilm, USA, Deutschland (Drehbuch, Regie, Produktion)
- 2010: When The Dragon Swallowed The Sun, Dokumentarfilm, USA, Deutschland (Drehbuch, Regie, Produktion)
- 2010: My Country is Tibet, Kurzfilm, Dokumentarfilm, USA (Produktion)
- 2013: Verdi – Luisa Miller, Live (Regie, Produktionsleitung)
- 2015: Silkroad of the Seas, TV Mini-Series, Dokumentarfilm (Produktion)
- 2015: Der letzte Remix, Dokumentarfilm (Co-Produktion)
- 2016: Abenteuer Orient – Seehandelswege nach Fernost, TV Mini-Series, Dokumentarfilm (Produktionsleitung)
- 2016: Tres Revoluciónes, Dokumentarfilm (Co-Produktion)

## Filmfestivals
- AFI SilverDocs
- Thessaloniki International Documentary Film Festival[10]
- Reykjavik International Film Festival
- É Tudo Verdade. It's all true. International Documentary Film Festival Brazil
- Taiwan International Documentary Film Festival
- Santa Barbara International Film Festival
- Sun Valley Spiritual Film Festival
- Banff Mountain Film Festival
- MY HERO International Film Festival
- Hollywood Reel Independent Film Festival
- Asian American International Film Festival
- DocMiami International Film Festival

## Auszeichnungen
- 2006: Meritorious Achievement Award vom John F. Kennedy Center for the Performing Arts für die Videoinstallation in „Mayakowski takes the Stage“[3]
- 2009: Maverick Movie Award für Best Chronicle[42]
- 2010: Santa Barbara International Film Festival, nominiert für Best Documentary Film[42]
- 2010: World Music and Independent Film Festival, für Best Director Documentary Feature (WMIFF Award)[43]
- 2010: Award of Merit für Short Documentary auf dem Hollywood Reel Independent Film Festival
- 2011: Silent River Film Festival, für Best Feature Documentary (River Quest Award) und für Best Director Feature Documentary (River Rein Award)[42]
- 2017 Nominierung für den Filmpreis der Robert Bosch Stiftung[44]